# Play It Again (singolo)
Play It Again è un singolo della cantante statunitense Becky G. È il primo estratto dal suo primo EP Play It Again e pubblicato il 6 maggio 2013.
Successivamente venne fatta anche una versione spanglish del brano, intitolata Play It Again (Una Y Otra Vez).